# Zagłębie Lubin (football)
Ne doit pas être confondu avec MKS Zagłębie Lubin (handball).
Maillots
Actualités
Le Zagłębie Lubin (prononcer /zaˈɡwɛmbʲɛ ˈlubin/) est un club polonais de football professionnel basé à Lubin et fondé le 10 septembre 1945. Il est présidé par Tomasz Dębicki, et accueille ses adversaires au stade du Zagłębie Lubin (anciennement Dialog Arena, de 2009 à 2012), d'une capacité de 16 068 places.
Son équipe professionnelle, qui prend part actuellement à l'édition 2019-2020 du championnat de Pologne de première division.

## Histoire

### Repères historiques

#### Les premiers jours du Zagłębie Lubin
Après la Seconde Guerre mondiale, des dizaines de jeunes se regroupent dans l'Organisation des Associations des Jeunes Étudiants Universitaires (OMTUR), et fondent le premier club sportif de la ville. En août 1945, le premier club de football de Lubin voit le jour : l'OMTUR Lubin. Il doit se battre pour exister, 90 % de la ville ayant été détruit par l'aviation allemande. Dès l'automne 1945, les premiers matches ont lieu, opposant souvent les jeunes du club aux soldats soviétiques stationnées à proximité. Presque immédiatement, l'équipe attire ses premiers supporters. En mars 1946, le club est renommé Zawisza Lubin.

#### Titres de champions et scandale de corruption

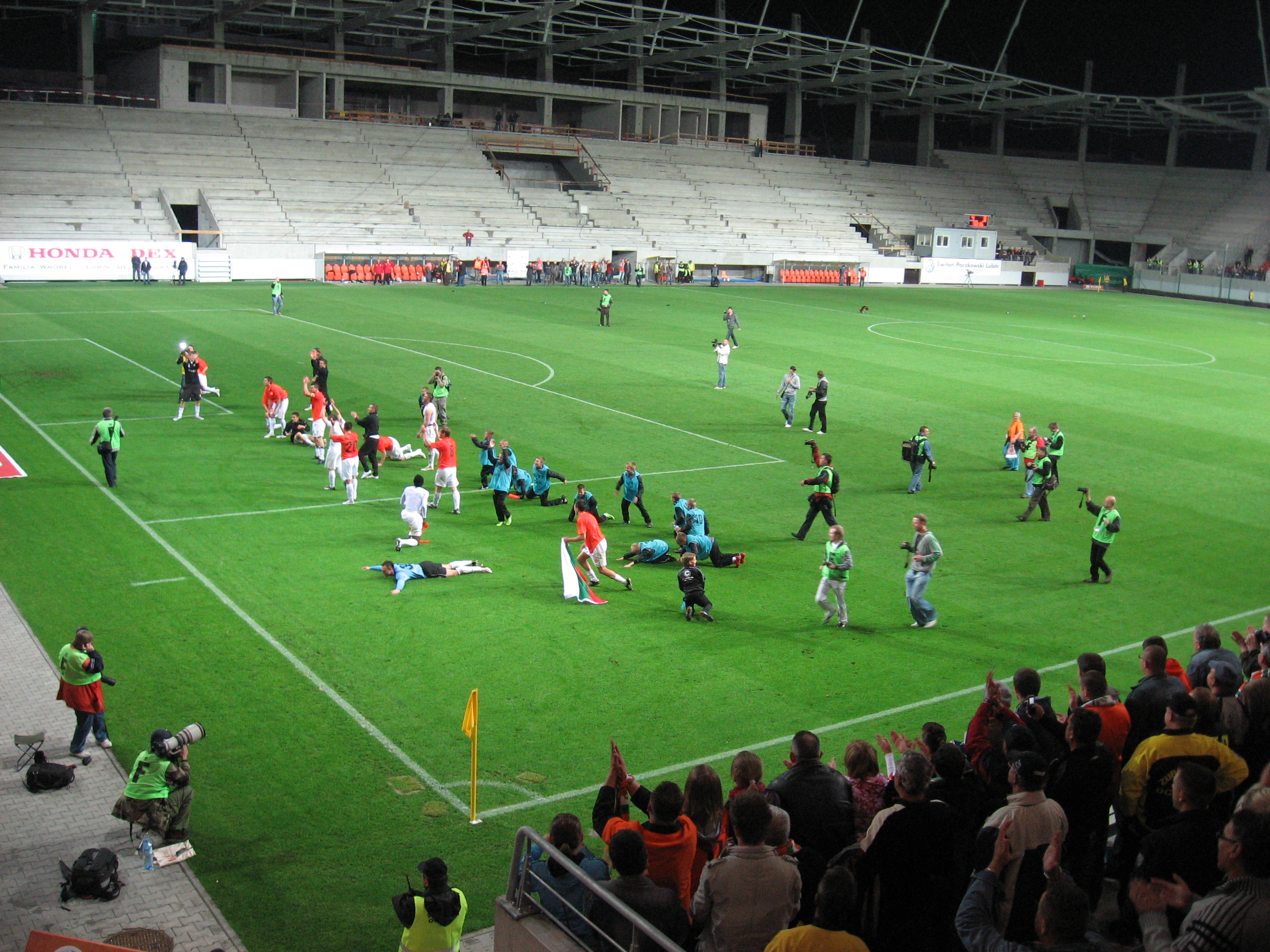
Les joueurs célébrant leur promotion en Ekstraklasa, le 22 mai 2009.

### Les différents noms du club
- 10 septembre 1945 : Fondation du club sous le nom de OMTUR Lubin
- Mars 1946 : Le club est renommé Zawisza Lubin
- 1949 : le club est renommé Gwardia Lubin
- 1951 : Le club est renommé Spójnia Lubin
- 1953 : Le club est renommé Zawisza Lubin
- 1964 : Le club est renommé Górnik Lubin
- 3 février 1966 : Le club est renommé Zagłębie Lubin

## Bilan sportif

### Palmarès
- Championnat de Pologne :
  - Champion (2) : 1991 et 2007
  - Vice-Champion (1) : 1990
- Coupe de Pologne :
  - Finaliste (2) : 2005 et 2006
- Supercoupe de Pologne :
  - Vainqueur (1) : 2007
  - Finaliste (1) : 1991
- Coupe de la Ligue :
  - Finaliste (1) : 2001

### Bilan européen
Note : dans les résultats ci-dessous, le score du club est toujours donné en premier
| Saison    | Compétition               | Tour              | Club              | Domicile | Extérieur | Total             |
| --------- | ------------------------- | ----------------- | ----------------- | -------- | --------- | ----------------- |
| 1990-1991 | Coupe UEFA                | Premier tour      | Bologna FC        | 0 - 1    | 0 - 1     | 0 - 2             |
| 1991-1992 | Coupe des clubs champions | Premier tour      | Brøndby IF        | 2 - 1    | 0 - 3     | 2 - 4             |
| 1995-1996 | Coupe UEFA                | Tour préliminaire | Shirak FC         | 0 - 0    | 1 - 0     | 1 - 0             |
| 1995-1996 | Coupe UEFA                | Premier tour      | AC Milan          | 0 - 4    | 1 - 4     | 1 - 8             |
| 1996      | Coupe Intertoto           | Groupe 4          | SV Ried           | 2 - 1    | N/A       | Deuxième          |
| 1996      | Coupe Intertoto           | Groupe 4          | Silkeborg IF      | N/A      | 0 - 0     | Deuxième          |
| 1996      | Coupe Intertoto           | Groupe 4          | Conwy Borough     | 3 - 0    | N/A       | Deuxième          |
| 1996      | Coupe Intertoto           | Groupe 4          | Royal Charleroi   | N/A      | 0 - 0     | Deuxième          |
| 2000      | Coupe Intertoto           | Premier tour      | Viləş Masallı     | 4 - 0    | 3 - 1     | 7 - 1             |
| 2000      | Coupe Intertoto           | Deuxième tour     | Slaven Belupo     | 1 - 1    | 0 - 0     | 1 - 1E            |
| 2001      | Coupe Intertoto           | Premier tour      | Hibernians FC     | 4 - 0    | 0 - 1     | 4 - 1             |
| 2001      | Coupe Intertoto           | Deuxième tour     | KSC Lokeren       | 2 - 2    | 1 - 2     | 3 - 4             |
| 2002      | Coupe Intertoto           | Premier tour      | Dinaburg FC       | 1 - 1    | 0 - 1     | 1 - 2             |
| 2006-2007 | Coupe UEFA                | Premier tour Q    | Dinamo Minsk      | 1 - 1    | 0 - 0     | 1 - 1E            |
| 2006-2007 | Ligue des champions       | Deuxième tour Q   | Steaua Bucarest   | 0 - 1    | 1 - 2     | 1 - 3             |
| 2016-2017 | Ligue Europa              | Premier tour Q    | Slavia Sofia      | 3 - 0    | 0 - 1     | 3 - 1             |
| 2016-2017 | Ligue Europa              | Deuixième tour Q  | Partizan Belgrade | 0 - 0 ap | 0 - 0     | 0 - 0 (4 - 3 tab) |
| 2016-2017 | Ligue Europa              | Troisième tour Q  | SønderjyskE       | 1 - 2    | 1 - 1     | 2 - 3             |

Légende
- Victoire ou qualification pour le tour suivant
- Match nul
- Défaite ou élimination de la compétition